# Filmåret 1981

## Händelser

### April
- 21 april – Bert Levin utses till ordförande i Filminstitutets styrelse.[1]

### Juni
- 26 juni – Klas Olofsson utses till ny VD för Svenska Filminstitutet, efter avgående Jörn Donner från 1 februari 1982[1]

### Augusti
- 19 augusti – SVT köper sändningsrätten till 362 svenska filmer från åren 1907-1969 från det ekonomiskt krisdrabbade Svensk Filmindustri för 28 miljoner SEK.[1]

## Academy Awards, Oscar: (i urval)
| Kategori                  | Vinnare                                    |
| ------------------------- | ------------------------------------------ |
| Bästa film                | Triumfens ögonblick (Chariots of Fire)     |
| Bästa regi                | Warren Beatty (Reds)                       |
| Bästa manliga huvudroll   | Henry Fonda (Sista sommaren)               |
| Bästa kvinnliga huvudroll | Katharine Hepburn (Sista sommaren)         |
| Bästa manliga biroll      | John Gielgud (En brud för mycket) (Arthur) |
| Bästa kvinnliga biroll    | Maureen Stapleton (Reds)                   |
| Bästa utländska film      | Mephisto (Ungern)                          |

Se här för komplett lista

## Årets filmer

### A - G
- Beyond, The (E tu vivrai nel terrore - L'aldilà)
- Das Boot
- Den franske löjtnantens kvinna
- En amerikansk varulv i London
- Evil Dead, The
- Flickan från byn
- Flygande bekymmer
- Flygarens hustru
- Flykten från New York
- Fredagen den 13:e 2
- Förföljelsen
- Gudarnas krig
- Göta kanal

### H - N
- Hemmafruarnas hemliga sexliv
- Jag rodnar
- Jakten på den försvunna skatten
- Järnmannen
- Ligga i Lund
- Liten Ida
- Lumparkompisar
- Micke och Molle
- Min syster kan grekiska
- Mitt i plåten!

### O - U
- Ondskans värdshus
- Pelle Svanslös
- Pennies from Heaven[2]
- Postmannen ringer alltid två gånger
- Ragtime
- Rasmus på luffen[3]
- Rik och berömd
- The Road Warrior
- Sista sommaren
- Snacka går ju...
- Sopor
- Ta' mej doktorn
- Till sista blodsdroppen
- Time Bandits
- Tredje planetens hemlighet
- Tuppen

### V - Ö
- Varning för Jönssonligan [4]
- Vi barn från Bahnhof Zoo
- Victor Sjöström – ett porträtt av Gösta Werner

## Födda
- 6 januari – Jérémie Renier, belgisk skådespelare.
- 28 januari – Elijah Wood, amerikansk skådespelare.
- 17 februari
  - Joseph Gordon-Levitt, amerikansk skådespelare.
  - Paris Hilton, amerikansk arvtagerska, skådespelare, sångerska och fotomodell.
- 6 mars – Ellen Muth, amerikansk skådespelare.
- 11 mars – David Anders, amerikansk skådespelare.
- 28 mars – Julia Stiles, amerikansk skådespelare.
- 1 april – Hannah Spearritt, brittisk musiker och skådespelare.
- 2 april – Bethany Joy Lenz, amerikansk skådespelare.
- 19 april – Hayden Christensen, kanadensisk skådespelare.
- 28 april – Jessica Alba, amerikansk skådespelare.
- 13 maj – Rebecca Liljeberg, svensk skådespelare.
- 9 juni – Natalie Portman, israelisk-amerikansk skådespelare.
- 24 augusti – Chad Michael Murray, amerikansk skådespelare.
- 25 augusti – Rachel Bilson, amerikansk skådespelare.
- 16 september – Alexis Bledel, amerikansk skådespelare.
- 21 september – Nicole Richie, amerikansk skådespelare och sångerska.
- 15 oktober – Christina Santiago, amerikansk fotomodell och skådespelare.
- 2 december – Britney Spears, amerikansk sångerska och skådespelare.
- 27 december – Emilie de Ravin, australisk skådespelare.

## Avlidna
- 4 februari – Mario Camerini, italiensk regissör och manusförfattare.
- 19 februari – Sven Hugo Borg, svensk-amerikansk skådespelare.
- 15 mars – René Clair, fransk filmregissör.[1]
- 21 mars – Per Axel Arosenius, svensk skådespelare.
- 27 mars
  - Olle Björklund, svensk skådespelare och TV-reporter.
  - John Elfström, svensk skådespelare.
- 9 april – Eric Gustafsson, svensk skådespelare och sångare.
- 12 april – Tor Bergström, svensk sångtextförfattare, manusförfattare och kompositör.
- 26 april – Jim Davis, amerikansk skådespelare.
- 27 april – Finn Bernhoft, norsk skådespelare.
- 2 maj – Richard Barstow, amerikansk filmregissör och koreograf.
- 13 maj – Minna Larsson, svensk skådespelare.
- 23 maj – Linnéa Edgren, svensk skådespelare.
- 30 maj – Peter Lindgren, svensk skådespelare.
- 23 juni – Zarah Leander, sångerska och skådespelare.
- 30 juni – Erik Sjögren, svensk balettdansör och skådespelare.
- 13 juli – Karl Kinch, svensk skådespelare, teaterledare, regissör och operettsångare (tenor).
- 24 juli – Greta Almroth, svensk skådespelare.
- 27 juli – William Wyler, amerikansk regissör.[1]
- 4 augusti – Melvyn Douglas, amerikansk skådespelare.[1]
- 30 augusti – Vera-Ellen, amerikansk dansare och skådespelare.
- 16 september – Nina Scenna, svensk skådespelare.
- 12 oktober – Carl-Axel Heiknert, svensk skådespelare och regiassistent.
- 13 oktober – Nils Asther, svensk skådespelare.
- 15 oktober – Håkan Westergren, svensk skådespelare.
- 12 november – William Holden, amerikansk skådespelare.[1]
- 27 november – Lotte Lenya, österrikisk-amerikansk sångerska och skådespelare.[1]
- 29 november – Natalie Wood, amerikansk skådespelare (drunkning).[1]
- 14 december – Karl Jonsson, svensk kamrer, inspicient, ateljékamrer vid Svensk Filmindustri.
- 18 december – Edit Ernholm, svensk skådespelare.
- 28 december – Nils Jacobsson, svensk skådespelare.

### Fotnoter
1. 1 2 3 4 5 6 7 8 9   Horisont 1981. Bertmarks
2. ↑  IMDB, läst 1 mars 2012
3. ↑  ”Astrid Lindgren”. http://www.astridlindgren.se/verken/filmerna/filmlista. Läst 21 mars 2011.
4. ↑  IMDB, läst 29 februari 2012